# ويل ليو
ويل ليو (بالصينية: 劉畊宏) هو ملحن ومغني وكاتب أغاني وممثل تايواني، ولد في 7 أكتوبر 1972 بكاوهسيونغ في تايوان.

## أعمال

### أفلام
- (2008) شاولين كرة السلة

## وصلات خارجية
- ويل ليو على موقع IMDb (الإنجليزية)
- ويل ليو على موقع ميوزك برينز (الإنجليزية)
- ويل ليو على موقع قاعدة بيانات الفيلم (الإنجليزية)